# Elvira, madre abnegada
Elvira, madre abnegada es el décimo capítulo de la segunda temporada de la serie de televisión argentina Mujeres asesinas. Este episodio se estrenó el día 13 de junio de 2006. En el libro de Mujeres Asesinas este capítulo recibe el nombre de Elvira R. madre abnegada agregando el inicial del apellido a la asesina.
Este episodio fue protagonizado por Cristina Banegas en el papel de asesina. Coprotagonizado por el primer actor Norman Briski y Javier Heit También, contó con las actuaciones especiales de Edda Bustamante, Lourdes Abalo y Willy Lemos.

## Desarrollo

### Trama
Elvira (Cristina Banegas), es una profesora de inglés que está casada con Ismael (Norman Briski) y ambos, si bien ya son adultos, tienen un hijo adolescente llamado Ricardo (Javier Heit). El problema comienza a surgir cuando Ismael obliga a que su hijo pierda la virginidad; para ello lo lleva a conocer a una prostituta llamada Susy (Edda Bustamante). Ismael está convencido de que Ricardo debe primero aprender y para ello lo obliga a que lo vea teniendo sexo oral con Susy. Esto le genera cierto trauma a Ricardo. Su madre se da cuenta de todo esto, y su hijo se lo termina contando. Elvira le pide a gritos a su marido que no lo vuelva a hacer más, pero éste le contesta insultándola hasta denigrarla por su contextura física. Ella además se da cuenta de que desde hace años su marido le es infiel y es por eso que le pide a Ismael el divorcio, pero éste no quiere saber nada. Pasan los días, y a la casa llega una alumna de Elvira, Laura (Lourdes Abalo), que siente un gran interés por Ricardo. Elvira y el joven la invitan a tomar la merienda y todo parece estar muy bien. Cuando llega el padre estropea todo, ya que en voz alta expresa que Ricardo debe perder la virginidad con la chica. Ricardo y Elvira se sienten avergonzados y ya no saben que más hacer, pero un día Ismael vuelve a llevar a Ricardo al prostíbulo y éste tiene que presenciar una escena de sexo explícito de su padre con la prostituta Susy. La escena le da tanto asco que vuelve a contárselo a su madre, y esta decepcionada, pone un fin a la situación, nerviosa y sin saber que hacer, empieza a tirotear a su marido.

### Condena
Ismael estuvo 3 días en terapia intensiva hasta que murió. Elvira no dijo una sola palabra hasta que le avisaron que su marido había muerto. Entonces recuperó el habla. Elvira disparó 14 tiros, de los cuales 3 impactaron en su marido. Sus abogados defensores indicaron que actuó bajo una emoción violenta. El juez estuvo de acuerdo. Paso un año detenida esperando el juicio y luego fue liberada. Su hijo volvió a vivir con ella.

## Elenco
- Cristina Banegas
- Norman Briski
- Javier Heit
- Willy Lemos
- Lourdes Abalo
- y Edda Bustamante